# Anders Arborelius
Lars Anders Arborelius (wym. /ˈânːdɛʂ arbʊˈrěːlɪɵs/; ur. 24 września 1949 w Sorengo) – szwedzki duchowny rzymskokatolicki, karmelita bosy, konwertyta, biskup diecezjalny sztokholmski od 1998, przewodniczący Konferencji Episkopatu Skandynawii w latach 2005-2015, kardynał prezbiter od 2017.
W wieku 20 lat przeszedł na wiarę katolicką, a dwa lata później wstąpił do klasztoru. Studiował filozofię w Brugii i Rzymie. 8 września 1979 przyjął święcenia kapłańskie. Mianowany przez papieża Jana Pawła II biskupem Sztokholmu, sakrę przyjął 29 grudnia 1998.

## Życiorys

### Młodość, kapłaństwo
Urodził się 24 września 1949 w Sorengo w Szwajcarii, w szwedzkiej rodzinie, a dorastał w Lund. Wychowywał się jako luteranin i zawsze wykazywał duże zainteresowanie życiem kontemplacyjnym, mówiąc: „Zawsze tęskniłem za życiem modlitwy i cichej adoracji”. Po półtora roku zauważył, że „prawda została mi dana przez wiarę katolicką". Kiedy ukończył szkołę średnią, rozpoczął kurs dla konwertytów i w wieku 20 lat nawrócił się na katolicyzm. Początkowo, rok po nawróceniu, chciał zostać księdzem diecezjalnym, jednak ze względu na krótki czas biskup mu odmówił. Po przeczytaniu autobiografii św. Teresy z Lisieux, w 1971 roku wstąpił do zakonu karmelitów bosych. W 1977 złożył śluby wieczyste w Brugii w Belgii, gdzie następnie uzyskał stopień naukowy z filozofii i teologii. Studiował również języki nowożytne (angielski, hiszpański i niemiecki) na Uniwersytecie w Lund.
Po uzyskaniu stopnia doktora na Papieskim Wydziale Teologicznym Teresianum w Rzymie, przyjął święcenia kapłańskie w Malmö 8 września 1979.

### Biskup
17 listopada 1998 papież Jan Paweł II mianował go na biskupa Sztokholmu, a konsekrację przyjął z rąk Huberta Brandenburga 29 grudnia 1998 w katedrze św. Eryka w Sztokholmie. Jak mówił, decyzja Jana Pawła II o udzieleniu święceń zdziwiła go, ale poddał się jej, ponieważ śluby zakonne nakazują posłuszeństwo. Współkonsekratorami byli William Kenney oraz Alfons Nossol. Jako dewizę wybrał In Laudem Gloriae (Ku chwale Majestatu). Według niego „jest wyrazem wszystkiego, czym jest. W naszych czasach często zapomina się, że nasz obowiązek – i nasz przywilej – to czcić i chwalić Boga. Człowiek nie jest przez to ograniczony, wręcz przeciwnie, rośnie, staje się bardziej wolny i szczęśliwszy”.
Zastąpił Brandenburga na stanowisku katolickiego biskupa Sztokholmu, obecnie jedynej katolickiej diecezji w Szwecji, pokrywającej obszar całego kraju. Został pierwszym etnicznym Szwedem i drugim skandynawskim biskupem katolickim od czasów reformacji protestanckiej. W październiku 2005 został przewodniczącym Konferencji Episkopatu Skandynawii i piastował to stanowisko do 9 września 2015, kiedy przewodniczącym został Czesław Kozon, a on sam został wiceprzewodniczącym.

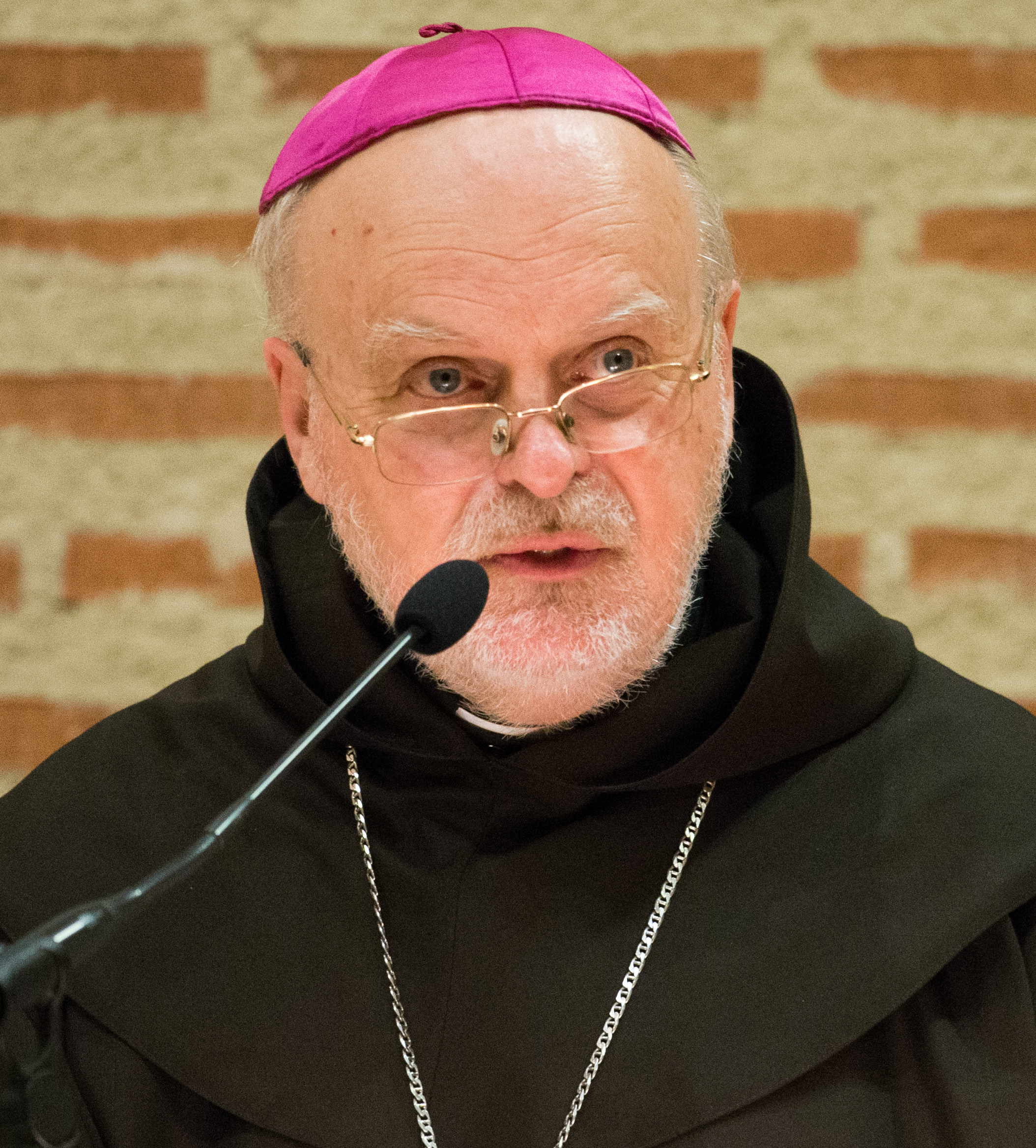
Anders Arborelius w Sztokholmie, 25 kwietnia 2015.

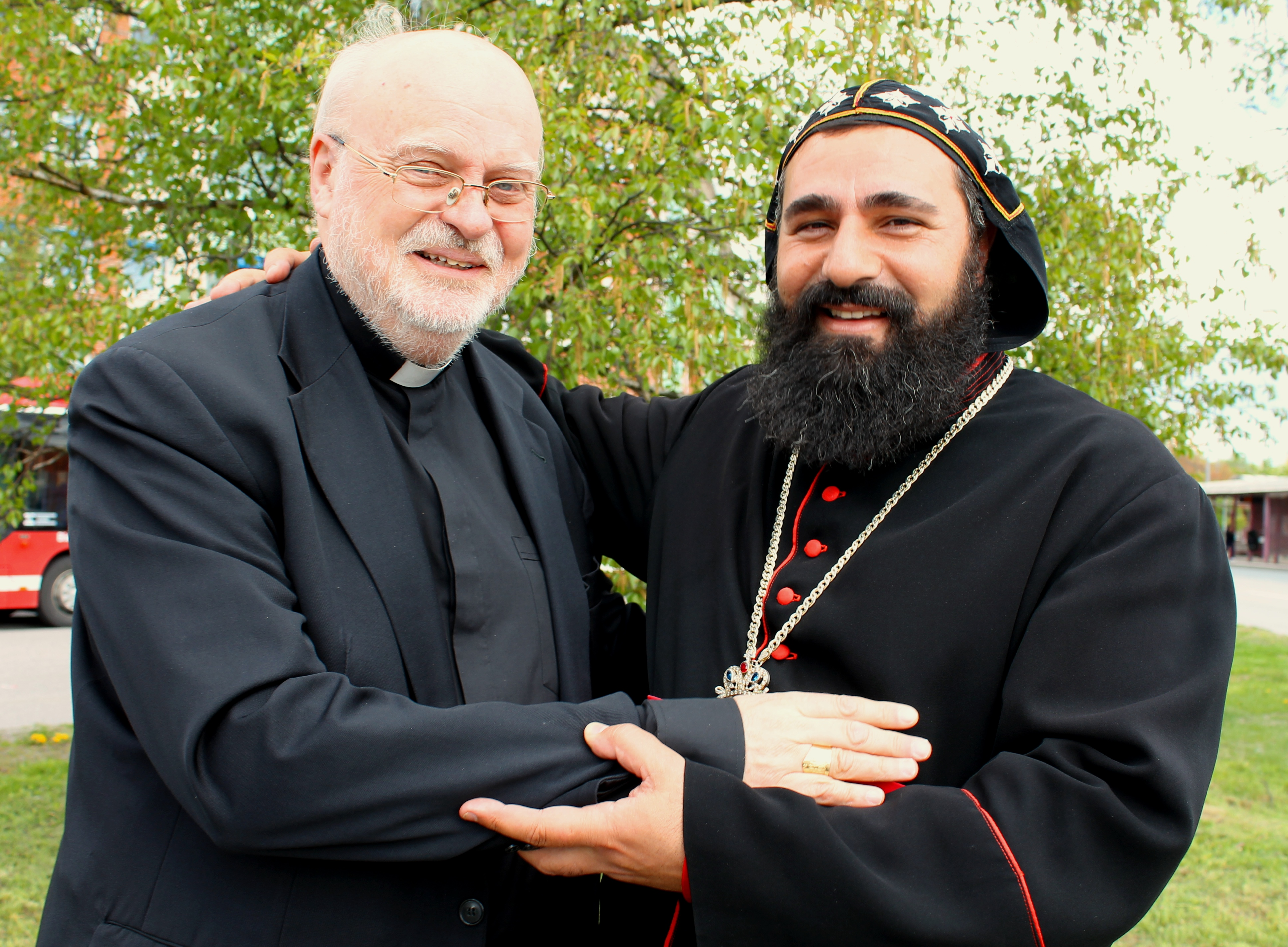
Anders Arborelius i Dioscorus Benyamin Ataş, biskup Syryjskiego Kościoła Ortodoksyjnego, 20 maja 2015.

Herb biskupi Andersa Arboreliusa.

W 2006 roku głosił rekolekcje dla brygidek, których zapis wydano później pt. „Świętowanie chwały”. Wykładał prawdy teologiczne, opierając się na życiorysie Elżbiety od Trójcy Przenajświętszej.
W 2007 roku wystosował apel do rządu, aby nie czynił Szwecji „rajem aborcyjnym”, po propozycji otwarcia szpitali dla kobiet z krajów, w których obowiązują surowsze ograniczenia aborcyjne: „Czujemy się zobowiązani do rekomendowania naszym chrześcijańskim wyborcom, aby nie głosowali na Sojusz w następnych wyborach w 2010 roku. Jako chrześcijanie mamy obowiązek bronić nienaruszalności życia ludzkiego”. W tym samym roku wystosował również oficjalne przeprosiny w związku z nadużyciami seksualnymi wobec anonimowej, nieletniej osoby z końca lat 50. przez księdza w Szwecji.
W 2008 roku otrzymał święcenia kawalerskie Orderu Grobu Świętego z rąk Edwarda Bloma.
W 2011 roku potwierdzono, że w latach 1940-1970 trzech księży katolickich wykorzystywało seksualnie dzieci. Jeden z nich nie żyje, drugi nie jest już księdzem, a trzeciego nie zidentyfikowano. Ponieważ sprawa przedawniła się, nie można ich już ścigać, a Kościół nie planował podejmowania dalszych kroków prawnych. Arborelius skomentował sytuację tymi słowami:

Przemoc wobec nieletniego jest okropną zbrodnią, która powoduje cierpienia na całe życie. Dla mnie, nie ma żadnego przedawnienia w przypadku wykorzystywania dzieci. Kościół katolicki nigdy nie może wynagrodzić poszkodowanych, ale tym śledztwem chcemy zapewnić im zadośćuczynienie, na jakie zasługują.

26 maja 2012 podczas kazania o Maryi przedstawił przykład zwiastowania oraz narodzenia Jezusa.
W 2015 roku wziął udział w filmie dokumentalnym The Indian Priest, o indyjskim księdzu misjonarzu.
21 maja 2017 papież Franciszek ogłosił, że uczyni Arboreliusa pierwszym szwedzkim kardynałem. Tuż po ogłoszeniu mówił, że przypuszcza, iż decyzja papieża jest konsekwencją jego ubiegłorocznej wizyty w Szwecji, choć trwała zaledwie dwa dni. Przyznał też, że nikt go nie uprzedził o nominacji. Kiedy mu o niej powiedział jeden z księży, nie chciał wierzyć, bo Szwecja nie miała dotąd kardynałów.

To naprawdę pierwszy taki przypadek w historii całej Europy Północnej. Nawet w średniowieczu, kiedy byliśmy na wskroś katoliccy, nie było u nas kardynałów. Widać, że Franciszek ma zamiłowanie do peryferii. W ten sposób chce pokazać, że również nasza wspólnota, choć mała, jest ważna w oczach Boga. I ważne jest nasze doświadczenie, wyniesione z tego środowiska bardzo zsekularyzowanego, w którym Kościół nie tylko istnieje, ale się rozwija. Liczba katolików wzrasta. To doświadczenie może być interesujące dla innych krajów o tradycji katolickiej.

### Kardynał

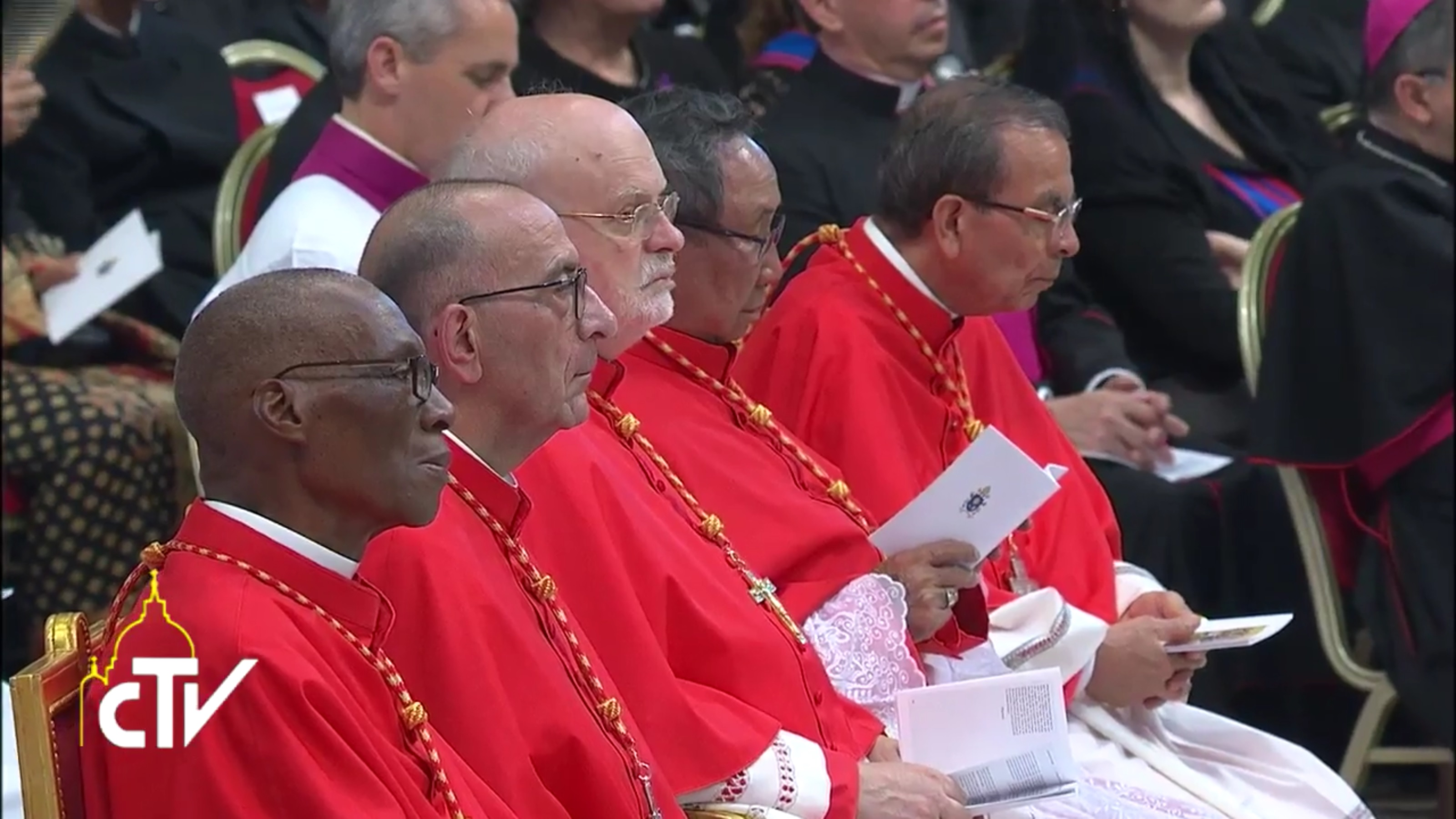
Anders Arborelius podczas konsystorza, 28 czerwca 2017.

Podczas konsystorza z 28 czerwca 2017 został kreowany kardynałem prezbiterem z kościołem tytularnym Santa Maria degli Angeli e dei Martiri. Powiedział, że myśli, że Franciszek uznaje rolę Szwecji w przyjmowaniu imigrantów i promowaniu dialogu międzywyznaniowego. W swoich wypowiedziach często opowiadał się za przyjmowaniem imigrantów, twierdząc, że dzięki nim Kościół się rozwija:

Dla Kościoła katolickiego migracja stała się elementem opatrznościowym. Dzięki świadectwu wiary przybyszy, także rodowitym Szwedom łatwiej przychodzi przyjmowanie katolicyzmu. Przez wieki byliśmy prześladowani, ale teraz mamy te same prawa. To znak, że nasza wspólnota katolicka może żyć w wolności w tym zsekularyzowanym świecie. W Szwecji jest obecnie ok. 3 proc. katolików. Pośród znaczącej sekularyzacji widać ziarna nadziei, wiary i miłosierdzia. Świadectwo wiary migrantów jest bardzo mocne. Wielu z nich pochodzi z Bliskiego Wschodu, gdzie byli mocno prześladowani. Szwecja przez lata gościnnie otwierała drzwi dla migrantów, obecna polityka zaczyna je jednak zamykać. Coraz trudniej do nas przybyć np. uchodźcom z Iraku. Warto pamiętać, że w naszym kraju żyje największa w Europie wspólnota chaldejskich katolików.

Latem 2017 roku zaproponował papieżowi utworzenie specjalnego organu doradczego złożonego z kobiet, mówiąc, że „bardzo ważne jest, aby znaleźć szerszy sposób zaangażowania kobiet na różnych poziomach w kościele. Rola kobiet jest bardzo, bardzo ważna w społeczeństwie, w ekonomii, ale w kościele czasami jesteśmy nieco w tyle”. 26 października 2017 odwiedził Centrum Matki Bożej Pokoju, ośrodek poświęcony opiece nad niepełnosprawnymi dziećmi. Podczas wizyty spotkał się z pacjentami i personelem. Zatrzymał się szczególnie na oddziale protez i ortotyki, który oferuje bezpłatne usługi, zwłaszcza dla ofiar wojny w Syrii lub Iraku, które straciły część ciała. 23 grudnia 2017 papież uczynił go członkiem Papieskiej Rady ds. Popierania Jedności Chrześcijan, a 6 sierpnia 2019 członkiem Kongregacji ds. Kościołów Wschodnich. 14 lipca 2020 został mianowany członkiem Rady ds. Gospodarczych, do której zostało powołanych wówczas również sześć kobiet. W 2021 roku papież powierzył mu funkcję wizytatora apostolskiego w niemieckiej archidiecezji kolońskiej w celu zbadania postępowania w sprawach nadużyć seksualnych. 13 lipca 2022 został mianowany członkiem Dykasterii ds. Biskupów.
W 2017 roku szwedzki magazyn informacyjny Fokus nazwał go „Szwedem Roku”. Komentując, Arborelius powiedział Radiu Watykańskiemu, że ludzie czasami pytają go, czy naprawdę jest Szwedem: „Cieszę się z nominacji i myślę, że Fokus wykazał się odwagą, wybierając mnie. To znak, że Kościół katolicki staje się coraz bardziej rzeczywistością w Szwecji i częścią szwedzkiej kultury. To część procesu integracji, że można być Szwedem i jednocześnie kardynałem”.
W 2020 roku, w obliczu pandemii COVID-19 powiedział, że działania diecezji sztokholmskiej były „nieco bardziej surowe”, niż te rządowe: „Wielu imigrantów jest również katolikami i stracili pracę, stracili mieszkanie”. W liście do premiera Stefana Löfvena, Arborelius wraz z innymi duchownymi chrześcijańskimi wezwał rząd do ochrony migrantów i bezdomnych, którzy są najbardziej narażeni na zakażenie lub cierpią z powodu skutków ekonomicznych: „Prawa człowieka muszą mieć zastosowanie do wszystkich ludzi żyjących w naszym kraju bez różnicy. Kościoły i większość społeczeństwa obywatelskiego robi, co w ich mocy. Kościoły, podobnie jak wirus, nie rozróżniają obywateli i obcokrajowców”, „w naszym kraju, jak ktoś nie ma dokumentów, to nie istnieje, ci ludzie potrzebują konkretnej pomocy. Gospodarcze skutki pandemii odbiją się na nich najbardziej”. 3 kwietnia wyraził zadowolenie z podporządkowania się Szwedów decyzjom władz: „Społeczeństwo reaguje dość posłusznie na środki zmierzające do powstrzymania pandemii, dlatego rząd stawia dotychczas na dobrowolność”. W 2021 dostrzegł w pandemii szansę na nawrócenie Szwedów.
W 2022 roku w odpowiedzi na pytanie o wojnę rosyjsko-ukraińską stwierdził w wywiadzie, że papież Franciszek jest „jedną z niewielu osób na świecie, które mogą mieć wpływ na patriarchę Cyryla”, a Rosja byłaby bardzo zirytowana, gdyby udał się do Kijowa. Wyraził również ubolewanie i potępił spalenie Koranu, które kilkakrotnie miało miejsce w Sztokholmie.
W 2023 roku odbył pielgrzymkę do Polski, gdzie odwiedził m.in. tarnowską katedrę, kościół pw. bł. Karoliny w Tarnowie, Wyższe Seminarium Duchowne oraz Sanktuarium św. Jana Pawła II w Krakowie. 7 maja przyjechał do Szczepanowa na uroczystości odpustowe ku czci św. Stanisława. Przewodniczył Eucharystii oraz wygłosił kazanie. Brał udział w konklawe 2025, które wybrało papieża Leona XIV.

## Publikacje
Autor książek dotyczących tematyki karmelitańskiej, religijnej, mistycznej, w tym:
- 1983: Edith Stein : biografi – texter
- 1986: Den brinnande pilen : Karmels mystik genom tiderna
- 1990: Blottställd och fulländad : Marie-Antoinette de Geuser, ISBN 978-91-977402-9-6
- 1991: Allt och intet: Johannes av Korsets liv
- 2000: Biskopens novisår: en bok av, med och om Anders Arborelius o.c.d, ISBN 978-91-86428-92-1
- 2003: Jesusmanifestet, ISBN 978-91-7195-687-3
- 2004: Ein Lächeln der Ewigkeit: Gedanken aus der Stille, ISBN 978-3-429-02622-6
- 2009: Świętowanie chwały. Rekolekcje z bł. Elżbietą od Trójcy Przenajświętszej, ISBN 978-83-61727-36-1
- 2011: Andens ABC : att leva av det eviga ordet, ISBN 978-9173871624
- 2012: Medytacje o wierze, ISBN 978-83-62536-46-7
- 2012: Ogołocona i przeobrażona. Maria Antonina de Geuser, ISBN 978-83-62536-66-5
- 2013: Mistrzyni przyjaźni. Rekolekcje ze św. Teresą od Jezusa, ISBN 978-83-62536-62-7
- 2017: Bóg wynalazkiem człowieka? i inne pytania..., ISBN 978-83-65307-51-4
- 2017: Kyrkornas hemligheter: Stockholm, ISBN 978-91-7329-132-3
- 2018: Mit heiliger Ungeduld: Nichts ist unmöglich für Gottes Geist, ISBN 978-3746251448
- 2018: Kardinalens novisår – ett slags postilla, ISBN 978-91-87389-46-7
- 2020: Carmelite Spirituality: The Way of Carmelite Prayer and Contemplation, ISBN 978-1682781395

## Ordery i odznaczenia
- Wielki Krzyż Orderu Grobu Świętego[50][51]
- Order Królewski Serafinów za znaczący wkład w życie Kościoła szwedzkiego i międzynarodowego (2022)[52]